# 2 Połączone Taktyczne Siły Powietrzne

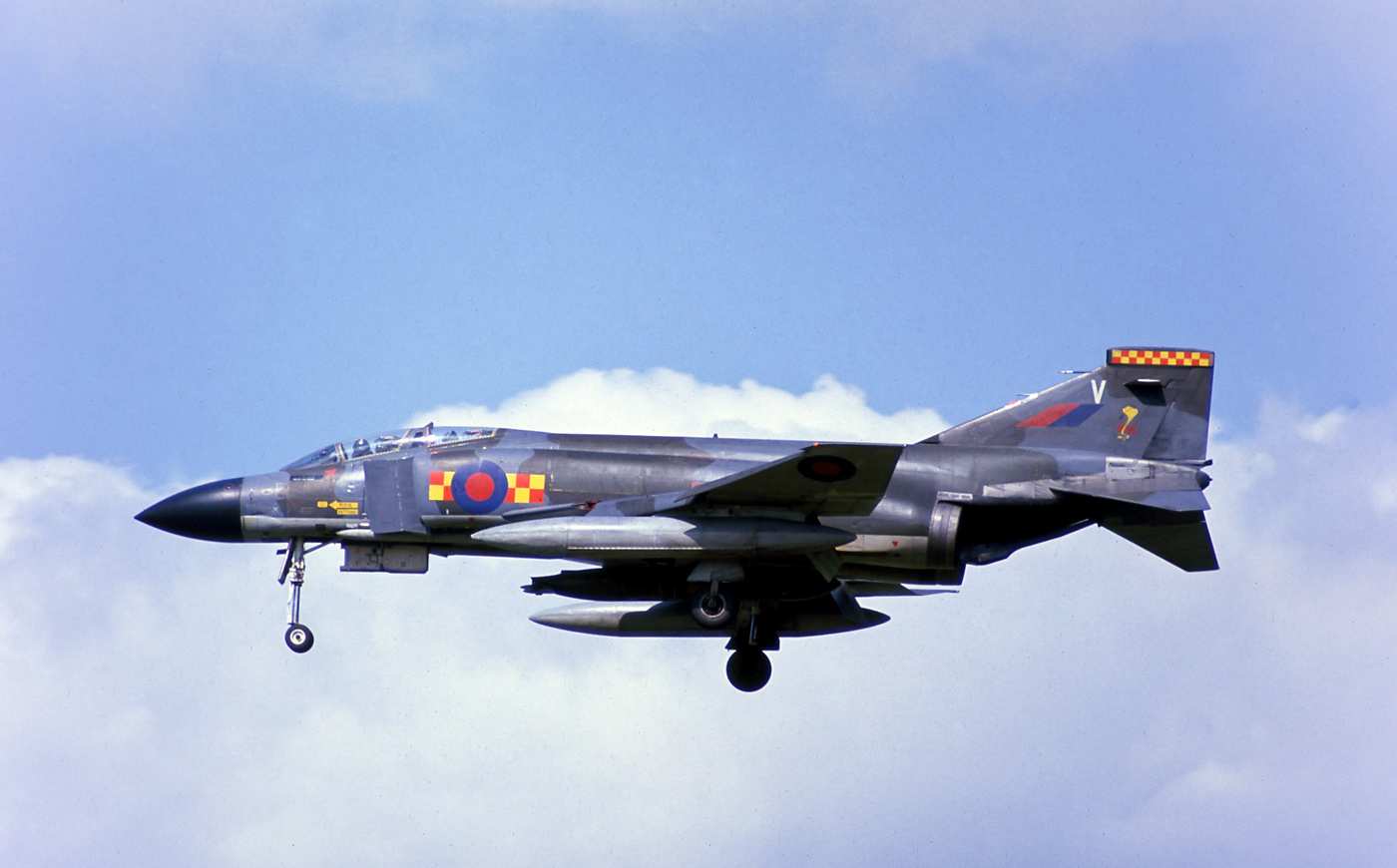
Phantom z 2 ATAF

2 Połączone Taktyczne Siły Powietrzne – lotniczy Związek operacyjny Paktu Północnoatlantyckiego okresu zimnej wojny.

## Charakterystyka
W kwietniu 1952 utworzono dwa zgrupowania sojuszniczych taktycznych sił powietrznych (Allied Tactical Air Forces ATAF: 2. i 4 Połączone Taktyczne Siły Powietrzne (PTSP). 2 PTSP odpowiadały za osłonę terytorium Holandii, Belgii i północną część Republiki Federalnej Niemiec. Tworzyły je początkowo brytyjskie taktyczne siły powietrzne (British RAF Second Tactical Air Force 2 TAF) oraz siły powietrzne Holandii i Belgii. Kwatera dowództwa znajdowała się w Bad Eilsen, którą w 1954 przeniesiono do Rheindahlen. Dowódcą 2 PTSP był brytyjski marszałek lotnictwa, który jednocześnie pełnił obowiązki dowódcy 2 TAF. 
Rejon obrony 2 PTSP podzielono na dwa sektory obrony: za sektor I odpowiedzialne były siły powietrzne Wielkiej Brytanii, wchodzące w skład 2. i 69 grupy sił powietrznych, natomiast za sektor II  odpowiadały brytyjskie i belgijskie siły powietrzne, wchodzące w skład 83 grupy sił powietrznych. Centrum dowodzenia I sektora znajdowało się w Brockzetel, natomiast II sektora w Uedem. Jednym z zadań było też wsparcie działań wojsk lądowych zgrupowanych w Północnej Grupie Armii.
W latach 80 XX w. 2 PTSP podlegały Dowództwu Połączonych Sił Powietrznych Centralnej Europy (Allied Air Forcel Central Europe AAFC) w Ramstein. Na ich wyposażeniu znajdowało się 36 wyrzutni pocisków rakietowych Pershing 1A, około 800 samolotów bojowych typu Tornado, Harrier GR Mk3 i Mk5, F-15C, F-16A, F-104G, Alpha Jet, F-5A. F-4 Phantom i rozpoznawczych (łącznie 45 eskadr), 62 baterie rakiet przeciwlotniczych „Hawk” i „Nike” (480 wyrzutni) i ponad 750 artyleryjskich środków przeciwlotniczych. Siły te mogły być wzmocnione przez samoloty amerykańskiej 3 Armii Lotnictwa Taktycznego, stacjonującej w Mildelhaal oraz samolotami brytyjskimi.
30 czerwca 1993 2 Połączone Taktyczne Siły Powietrzne zostały rozwiązane, a zadania dowództwa przejęło Dowództwo Połączonych Sił Powietrznych Europy Centralnej AIRCENT.

## Struktura organizacyjna
W 1953
- dowództwo 2 PTSP
- 2 Grupa Sił Powietrznych
- 69 Grupa Sił Powietrznych
- 83 Grupa Sił Powietrznych

W 1987
- dowództwo 2 PTSP
- 3 Dywizja Lotnictwa Taktycznego (niemiecka)
- 4 Dywizja Lotnicza Obrony Powietrznej (niemiecka)
- Lotnictwo taktyczne Belgii
- Lotnictwo taktyczne Holandii
- Siły Powietrzne Wielkiej Brytanii stacjonujące w Niemczech
- cześć 3 Armii Lotnictwa Taktycznego (amerykańskiej)

## Dowódcy 2 PTSP
| Stopień, imię i nazwisko         | Czasokres   |
| -------------------------------- | ----------- |
| marsz. Humphrey Edwardes-Jones   | 1959 – 1961 |
| marsz. John Grandy               | 1961 – 1963 |
| marsz. Ronald Lees               | 1963 – 1965 |
| marsz. Denis Spotswood           | 1965 – 1968 |
| marsz. Christopher Foxley-Norris | 1968 – 1970 |
| marsz. Harold Brownlow Martin    | 1970 – 1973 |
| marsz. Nigel Maynard             | 1973 – 1976 |
| marsz. Michael Beetham           | 1976 – 1977 |
| marsz. John Stacey               | 1977 – 1977 |
| marsz. Peter Terry               | 1979 – 1981 |
| marsz. Thomas „Jock“ Kennedy     | 1981 – 1983 |
| marsz. Patrick Hine              | 1983 – 1985 |
| marsz. David Parry-Evans         | 1985 – 1987 |
| marsz. Anthony Skingsley         | 1987 – 1989 |
|                                  |             |
| marsz. Andrew Wilson             | 1991 – 1993 |